# Kleva gruva
Koordinaten: 57° 27′ 34,2″ N, 15° 15′ 23,8″ O

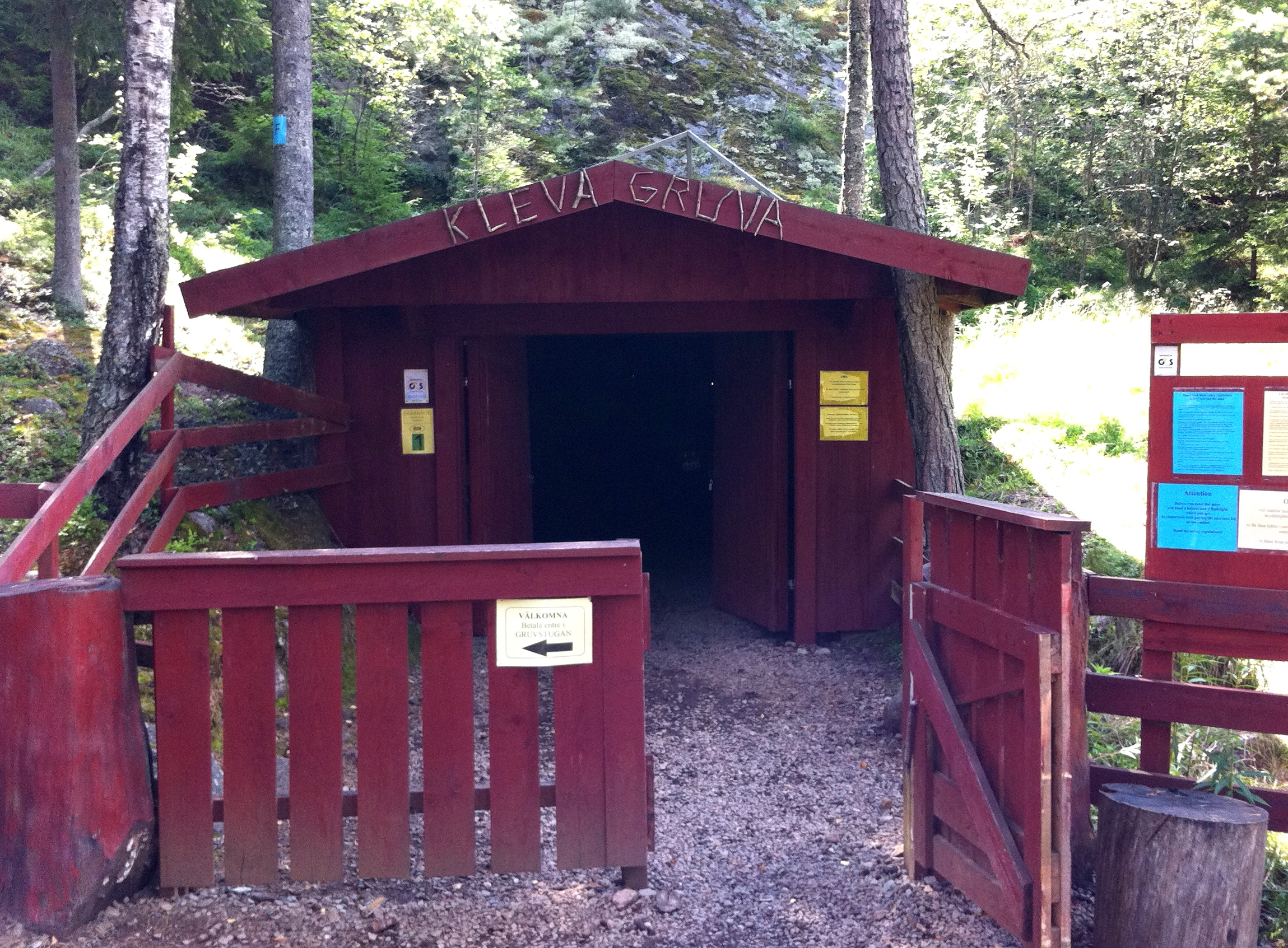
Zugang zur Kleva gruva

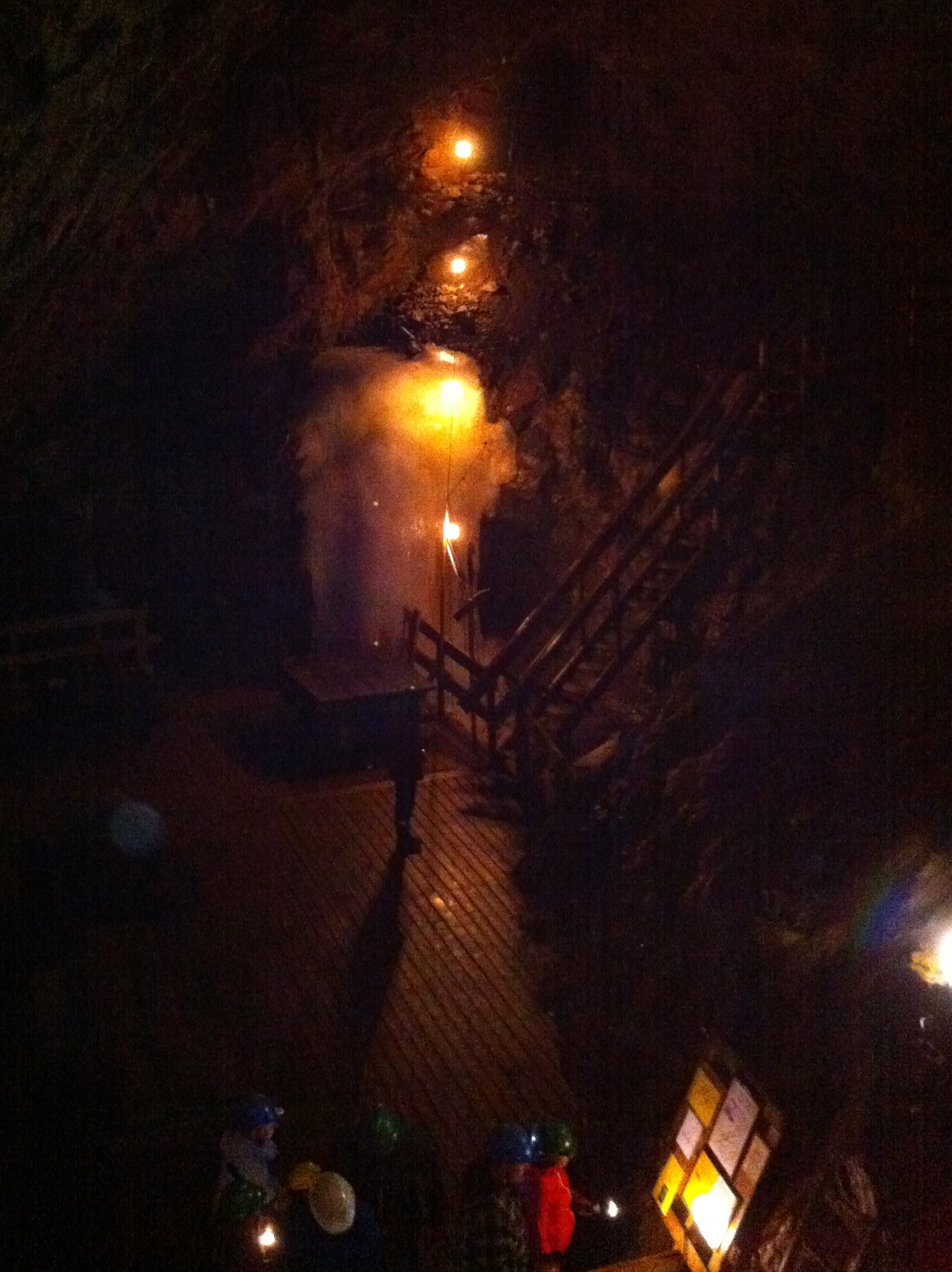
Erzkirche in der Grube

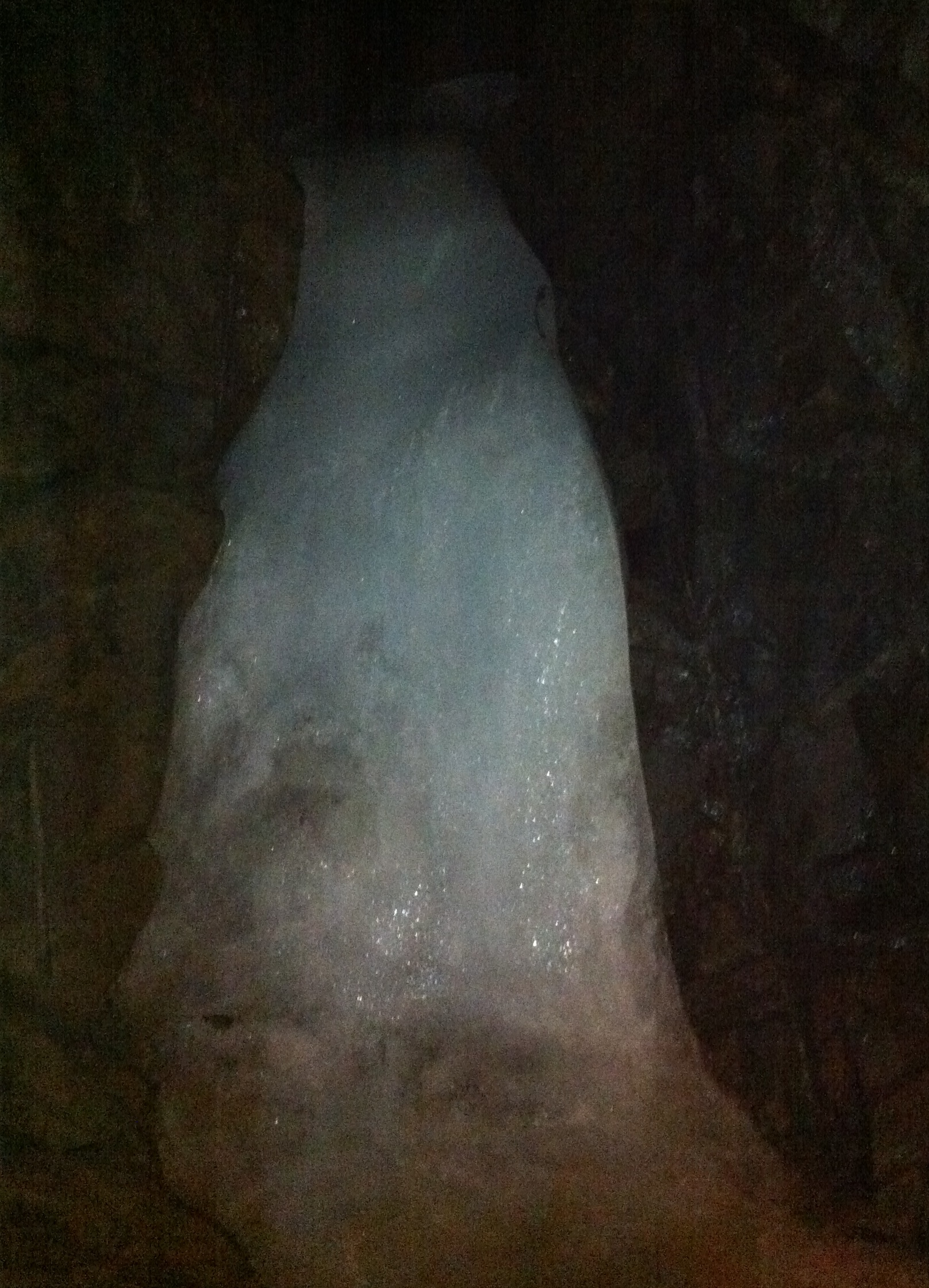
In der Grube vorhandenes Eis

Die Kleva gruva ist ein ehemaliges Kupfer- und Nickelbergwerk in Alseda (Gemeinde Vetlanda) in der Provinz Jönköpings län, die im Norden der südschwedischen historischen Provinz Småland liegt. Zehn Kilometer östlich der Stadt Vetlanda im Småländischen Hochland gelegen, ist es heute eine Touristenattraktion.

## Geschichte
Der Abbau von Kupfererz begann 1691. In diesem Jahr war die Lagerstätte von einem Glöckner aus Skede während eines Spaziergangs entdeckt worden. Er hatte einen glänzenden Stein gefunden und hoffte auf einen Goldfund. Bei der daraufhin durchgeführten Analyse wurde jedoch nur ein geringer Goldanteil, dafür aber in lohnender Menge Kupfer gefunden. 1692 wurde eine Gesellschaft gegründet, die den Abbau durchführen sollte. Bei der Mühle in Gyaån bei Ädelfors wurde 1694 eine Schmelzhütte errichtet. Der Abbau des Erzes begann oben auf dem Berg, danach entwickelte er sich langsam nach unten. Eine erste Probeschmelzung erfolgte 1696.
Das gewonnene Kupfer war von schlechter Qualität, da es sehr spröde war. Der Betrieb der Grube erwies sich als unwirtschaftlich.
1728 erfolgte eine erste Stilllegung der Grube, durch den damaligen Betreiber Carl Leijonader. Die Großgrube hatte zu diesem Zeitpunkt eine Tiefe von etwa 85 Meter erreicht und füllte sich daraufhin mit Wasser. Mit der Anlage der sogenannten kleinen Grube setzt Carl Leijonader die Förderung jedoch 1731, nach anderer Angabe bereits 1728/29, fort. Zunächst erfolgte der Abbau unregelmäßig. In den fünf Jahren bis 1736 wurden ungefähr 5.000 Kilogramm gereinigtes Kupfer hergestellt. In der Zeit nach 1736 wurden aus dem Haldenmaterial jährlich 3.000 Kilogramm Kupfer gewonnen, wobei das Erz lediglich einen Kupfergehalt von 0,5 % enthielt. Als Abbaumethode kam sogenanntes Feuersetzen zur Anwendung: Das Gestein wurde durch Feuer über Stunden erhitzt und anschließend mit eiskaltem Wasser übergossen, so dass der Stein spröde wurde. Zum Teil wurde Schwarzpulver eingesetzt. Die unterschiedlichen Abbaumethoden sind noch heute in der Grube erkennbar.
Es erfolgte 1738 eine erneute Schließung der Grube, da in Ädelfors Gold gefunden wurde. 1739 wurde die Grubengesellschaft Kleva an die Gesellschaft Ädelfors verkauft. Über zwölf Jahre stand die Goldgewinnung in Gyafors in Ädelfors im Vordergrund. In Kleva fand nur unregelmäßig in geringem Umfang eine Förderung statt. Darüber hinaus wurde in Sunnerskog ein weiteres Kupfervorkommen entdeckt.
1750 wurde die Großgrube durch Johan Olsson wieder fortgeführt. Zunächst wurde zwei Jahre lang das Wasser aus der Grube abgepumpt. Mit dem Rückgang und der zeitweisen Einstellung der Goldförderung in Ädelfors 1768 stieg die Bedeutung von Kleva. 1769 wurde der in 27 m Tiefe gelegenen Nilsonsstollen als Entwässerungsstollen fertiggestellt. In diesen Stollen wurden mit Hilfe von Pumpenstöcken das ständig nachfließende Wasser gepumpt. Als Antrieb der Pumpen dienten zunächst in den Schacht hinabgelassene Pferde. Ein Windrad auf der Bergspitze wurde ebenso als Antrieb eingesetzt. Zur Bewetterung der Grube dienten verschiedene Schächte. Mit Hilfe von hölzernen Lufttrommeln wurde Frischwetter auch an schlecht erreichbare Stellen gebracht.
Am Rande der Grube wurde von den Bergmannsfamilien ein roter Farbstoff, das Falunrot, gewonnen.
1774 wurde die Grube erneut stillgelegt, diesmal für etwa 50 Jahre.
1824 erwarb Bergrat Johan Lorentz Aschan die Grube. Aschan bemühte sich, einen Stollen zur Entwässerung der Großgrube, der im 18. Jahrhundert, vermutlich ab 1769, von innen begonnen und bis zur Hälfte gebaut worden war, von außen fertigzustellen. Das schwierige, gestützt auf alte Pläne durchgeführte, Vorhaben gelang 1828. Durch diesen heute als Aschanstollen bezeichneten Stollen wurde die Großgrube erneut entwässert. Aschan setzte den Kupferabbau fort, wobei die Resultate ungünstig waren. Aschan veranlasste 1838, dass das Erz der Grube Kleva von Jöns Jakob Berzelius erneut untersucht wurde. Dieser fand heraus, dass das Kleva-Erz neben Kupfer auch Nickel enthielt, das 1691 noch unbekannt war. Nickel war zu dieser Zeit ein begehrter Rohstoff für die Herstellung von Neusilberlegierungen und wurde überwiegend nach Deutschland exportiert. Seit diesem Zeitpunkt wurde die Grube als Nickelgrube betrieben. Ab 1845 erfolgte die Nickelproduktion in größerem Umfang. Im Zeitraum von 1845 bis 1862 wurden 6.266 Tonnen Erz gefördert, aus dem 125,35 Tonnen Nickel gewonnen wurden. In den Jahren 1854 und 1855 war die Grube geschlossen. Nach dem Tode Aschans 1856 führten seine Kinder über etwa 20 Jahre die Grube fort.
Von 1863 bis 1875 wurde die Grube am intensivsten betrieben und 24.224 Tonnen Erz gefördert. 461 Tonnen Nickel, eine andere Angabe führt nur etwa 125 t an, wurden so gewonnen. Es konnten Rekordgewinne erzielt werden. So wurden 1874/1875 Gewinne von über 200.000 Kronen erzielt.
Mit dem Auffinden größerer und reichhaltigerer Nickelerzvorkommen in Neukaledonien Ende des 19. Jahrhunderts verfiel der Weltmarktpreis um etwa 60 %. Der Abbau in Kleva war nicht mehr lohnend und wurde 1879 eingestellt. In begrenztem Umfang wurde der Abbau 1881 fortgeführt. 1885 übernahm Hans von Post die Grubenleitung. Bis 1890 wurde unregelmäßig und wenig Erz gefördert. Von 1890 bis 1896 war ausschließlich das Nickelwerk in Betrieb, Erz wurde jedoch nicht gefördert. Die Erzförderung blieb bis 1913 eingestellt. 
Im Zusammenhang mit dem Ersten Weltkrieg lebte die Produktion nochmals kurz auf, bis 1920 die Grube endgültig stillgelegt wurde. In dieser Zeit wurden 9.814 Tonnen Erz gefördert. Insgesamt wurden in der Zeit der Nickelproduktion 54.380 Tonnen Erz gefördert aus dem 1.028 Tonnen Nickel gewonnen wurden. Von 1933 bis 1944 fanden Unterhaltungsarbeiten in der Grube statt. In der Zeit des Zweiten Weltkriegs wurde aus den alten Abraumhalden wiederum Nickel gewonnen, welches für die Rüstungsproduktion von Bedeutung war.
1991 eröffnete die Gemeinde Vetlanda, nach vorhergehenden umfangreichen Kontroll- und Sicherungsarbeiten, das Bergwerk als eine touristische Sehenswürdigkeit. Seit 1995 wird es in privater Regie betrieben. Die Familie Berggren pachtete die Grube und gestaltete die Anlage zum Schaubergwerk. 2009 übernahm die aus Deutschland stammende Familie Hörner/Helfritsch den Betrieb der Anlage.

## Anlage
Die Grube verfügt über etwa sechs Kilometer lange Stollen und Schächte, wovon etwa zwei Kilometer für Besucher begehbar sind. Etwa drei Kilometer liegen heute unter Wasser. Der Zugang erfolgt über den 270 Meter langen Aschanstollen. Eine Belüftung des Stollens findet über den Katarinenschacht statt. Der Stollen führt zur Großgrube, dem ältesten Schacht des Bergwerks. Die Großgrube ist 110 Meter tief, zur Hälfte mit Wasser vollgelaufen und verfügt über eine Öffnung zur Oberfläche. Der Aschanstollen trifft etwa 55 Meter unterhalb der Öffnung auf die Großgrube. Hinter einer Brücke erstreckt sich über etwa 100 m der sogenannte Dunkle Gang. Er ist für Besucher zugänglich aber ohne jede eigene Beleuchtung und soll so einen Eindruck der ursprünglichen Arbeitsbedingungen geben. Rechts des Dunklen Gangs führt der Karlsschacht über 55 m an die Oberfläche. Über ihn wurde in der Vergangenheit das Erz nach oben gefördert. Anfang des 20. Jahrhunderts bestand hier ein mit Gleichstrom betriebener Aufzug.
Der größte Raum in der Grube ist die sogenannte Erzkirche. Sie ist etwa 30 m hoch, bei einem Durchmesser von 17 bis 20 m. Die Erzkirche entstand als hier im 18. Jahrhundert der größte zusammenhängende Erzkörper der Grube gefunden und sodann abgebaut wurde. Durch in der Grube vorkommendes Calcium treten an den Wänden einige hellere Stellen hervor.

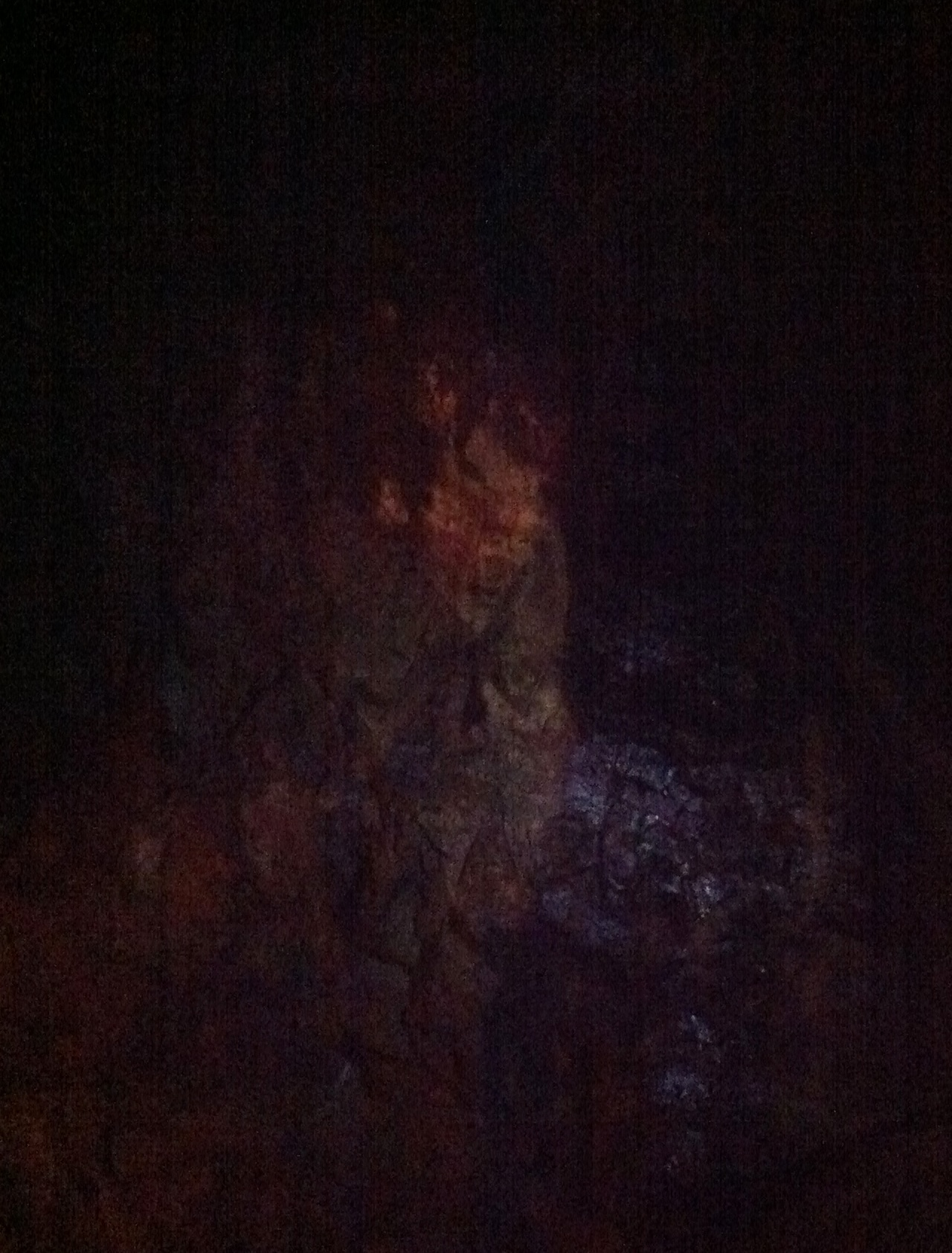
Als Bergfrau gedeutete Struktur im oberen Teil der Erzkirche

Eine solche im oberen Teil der Erzkirche vorkommende Struktur kann als weibliches Gesicht interpretiert werden und wurde bereits im 18. Jahrhundert entdeckt. Die Abbildung wurde als Madonna im Berge oder als Bergfrau gedeutet. Die Bergfrau wurde von den Bergleuten gefürchtet. Einer Sage nach war die Bergfrau über den Erzabbau verärgert und hatte den Berg verlassen. Von Heimweh geplagt kehrte sie zurück und begann die Arbeiter zu schützen. Sie soll bei drohenden Gefahren den Bergmann an der Schulter berührt haben, worauf der Arbeiter die Grube sofort verließ und sie an diesem Tag nicht wieder betrat. Die Bergleute klopften aus Respekt vor der Bergfrau bei Betreten der Grube zunächst an, um ihr so Respekt zu zollen.
Von der Erzkirche aus ist der Balkon erreichbar, von dem ein Blick von oben in die Großgrube möglich ist.
Über einen steilen Aufstieg wird ein Bereich mit mehreren kleinen in verschiedenen Richtungen in den Berg getriebenen Gängen, das sogenannte Labyrinth, erreicht. Dieser Bereich ist ohne Beleuchtung zugänglich. In den Wintermonaten halten sich hier Fledermäuse auf. In der Nähe des Labyrinths befindet sich die Oskarssenke, der tiefste Schacht der Grube. Ein weiterer größerer Raum der Grube ist der Bergkönigssaal, der von Großen Grube aus über eine Brücke über den Grünen See zu erreichen ist.
Es werden geführte Touren angeboten. Eine Tour dauert etwa 1–1,5 Stunden. Daneben gibt es weitere Angebote für Touristen, wie Goldwaschen, Schatzjagden in der Grube sowie außerhalb in der als Kulturdenkmal geschützten Umgebung der Grube und Klettern. Für Gruppen werden weitere Aktivitäten angeboten. Vom 1. Oktober bis zum 15. April ist die Grube geschlossen. In dieser Zeit leben etwa 200 Fledermäuse in der Anlage.
In der Umgebung der Grube befinden sich mehrere Holzhäuser die zum Teil noch aus dem 18. Jahrhundert stammen und als Wohnstätten des Grubenvogts und der Vorarbeiter dienten. Bei einem weiteren Gebäude, von dem heute nur noch die Fundamente erhalten sind, handelt es sich um den sogenannten Matsal. Hier aßen die Grubenarbeiter zu Beginn des 20. Jahrhunderts. Später diente das Gebäude als Wohnhaus, wurde jedoch in den 1950er Jahren abgerissen.